# Peperomia wheeleri
Peperomia wheeleri también conocida coúnmente como peperomia de Wheeler es una especie poco común de planta con flores de la familia Piperaceae, endémica de la isla Culebra, Puerto Rico.
Se ha vuelto rara debido a la deforestación para el pastoreo del ganado.
Esta planta crece en la isla rocosa de Culebra, anclada en el humus que se acumula en las rocas erosionadas de granodiorita que cubren su superficie. El hábitat del bosque alberga otras plantas que incluyen: Clusia rosea, Bursera simaruba, Ficus citrifolia, Tillandsia spp., Anthurium acaule, Aechmea lingulata, y Prosthechea cochleata. Se puede encontrar en las laderas de más altas de la isla, ubicadas en el Refugio Nacional de Vida Silvestre de Culebra.
La planta es una hierba perenne que crece hasta un metro de altura con hojas carnosas de hasta 7 centímetros de largo por 5 de ancho, dispuestas de forma opuesta como un zigzag. La inflorescencia tiene hasta 16 centímetros de largo, pero solo unos pocos milímetros de ancho y está cubierta de flores diminutas, casi invisibles.
Está amenazada por el daño y la destrucción de la capa de humus en la que crece, la presencia de aves domésticas contribuye a su degradación, y la remoción del dosel del bosque elimina la fuente de los desechos que forman el humus.

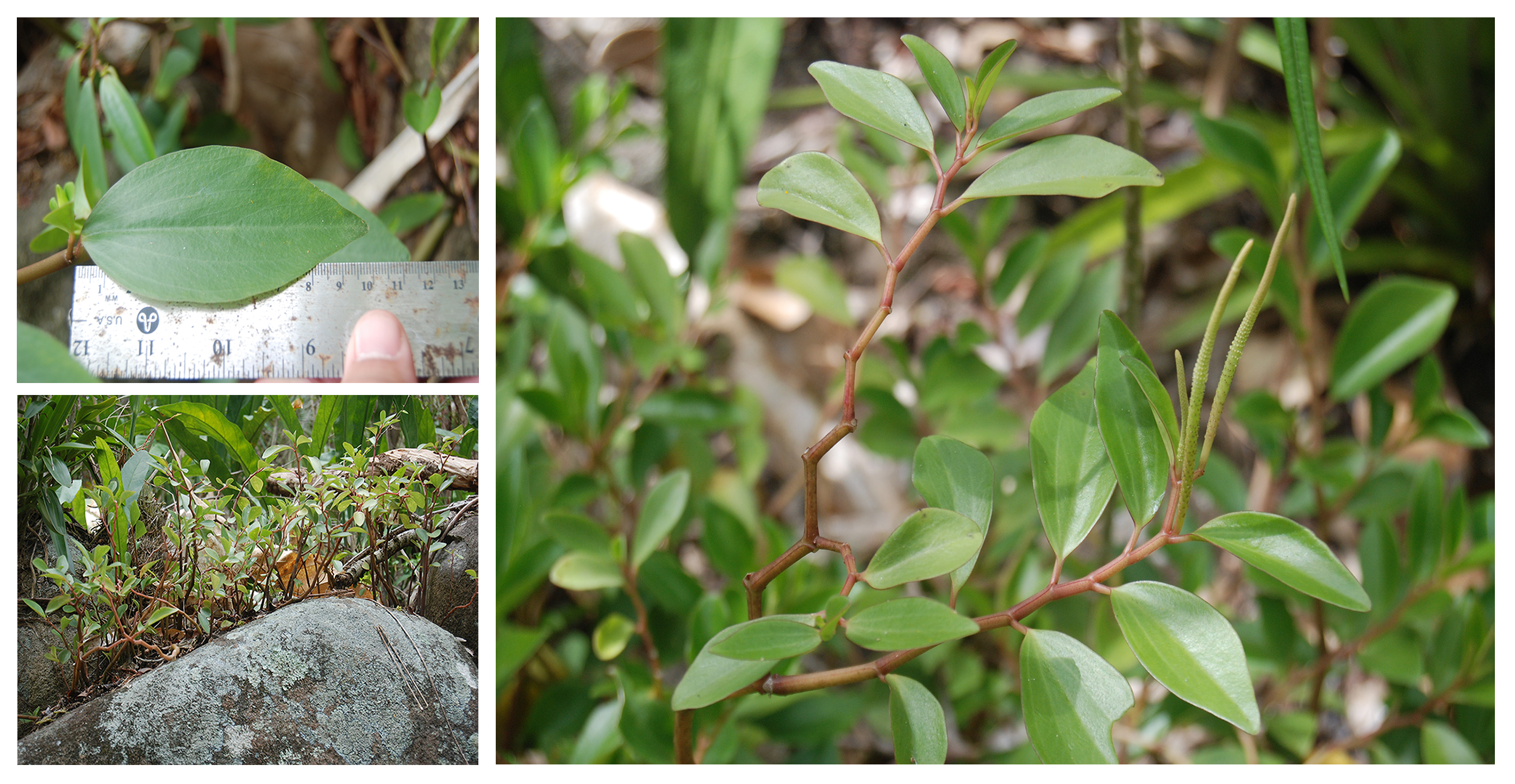
Planta estudiada en su hábitat natural.

## Galería

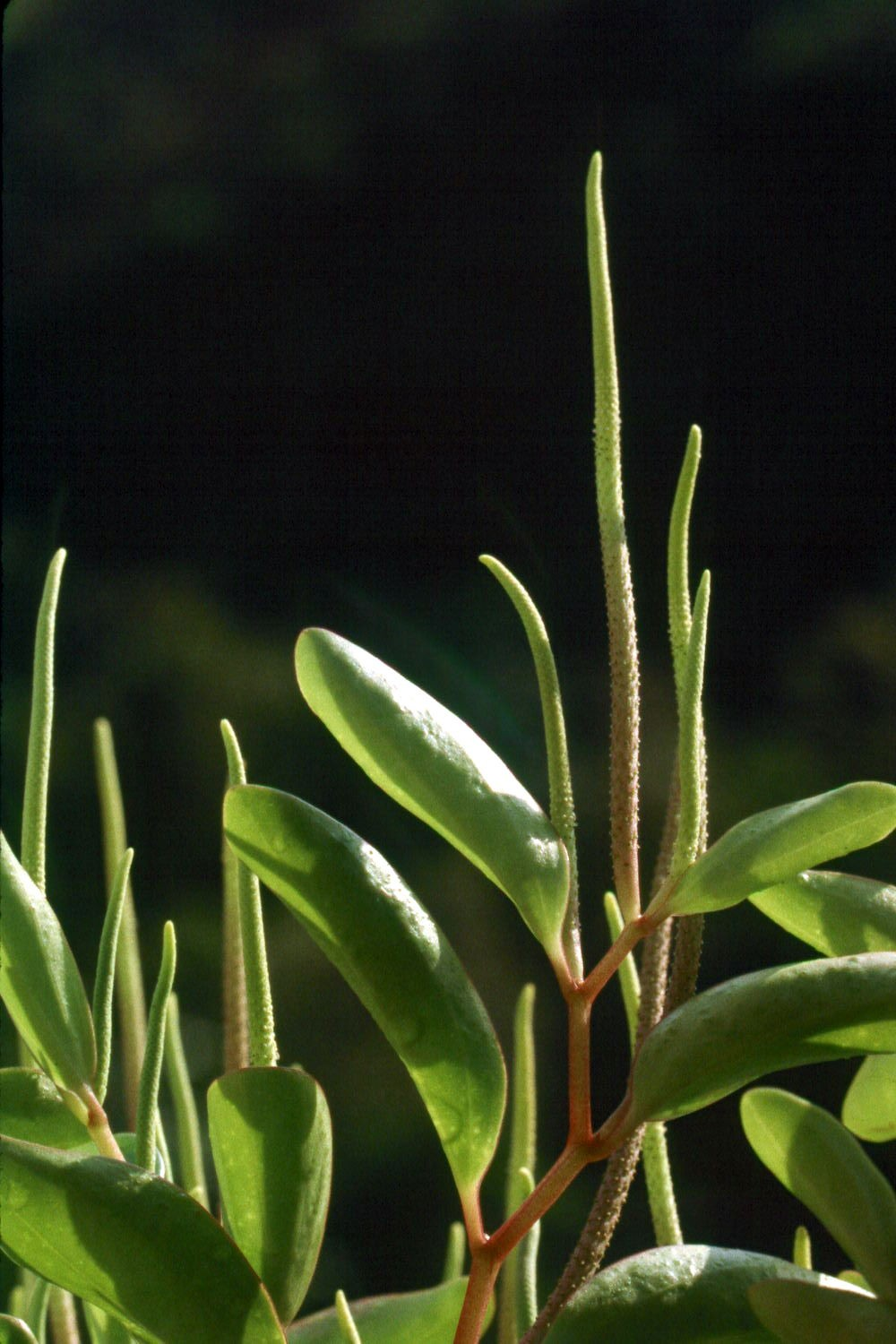
Inflorescencias en detalle
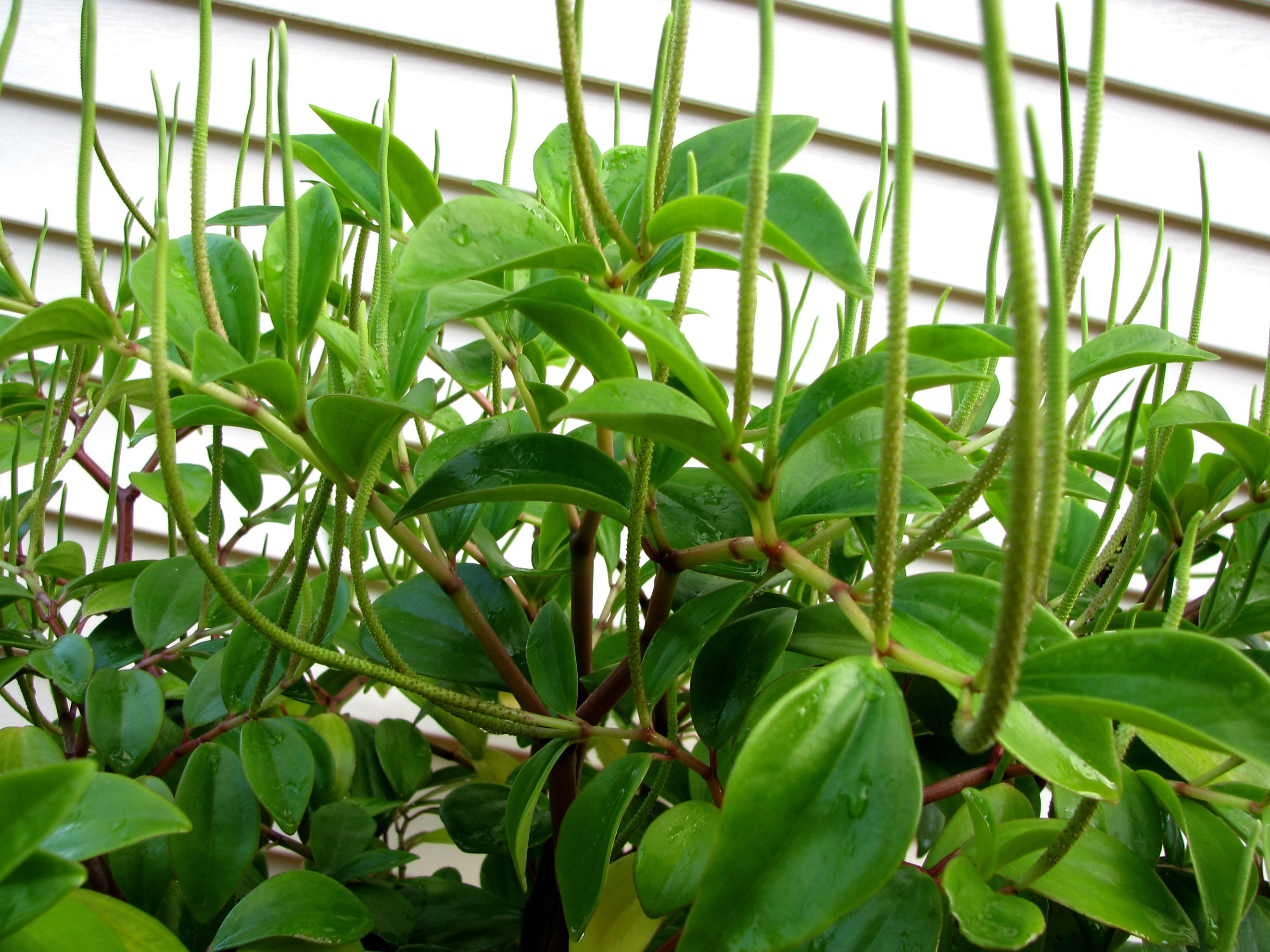
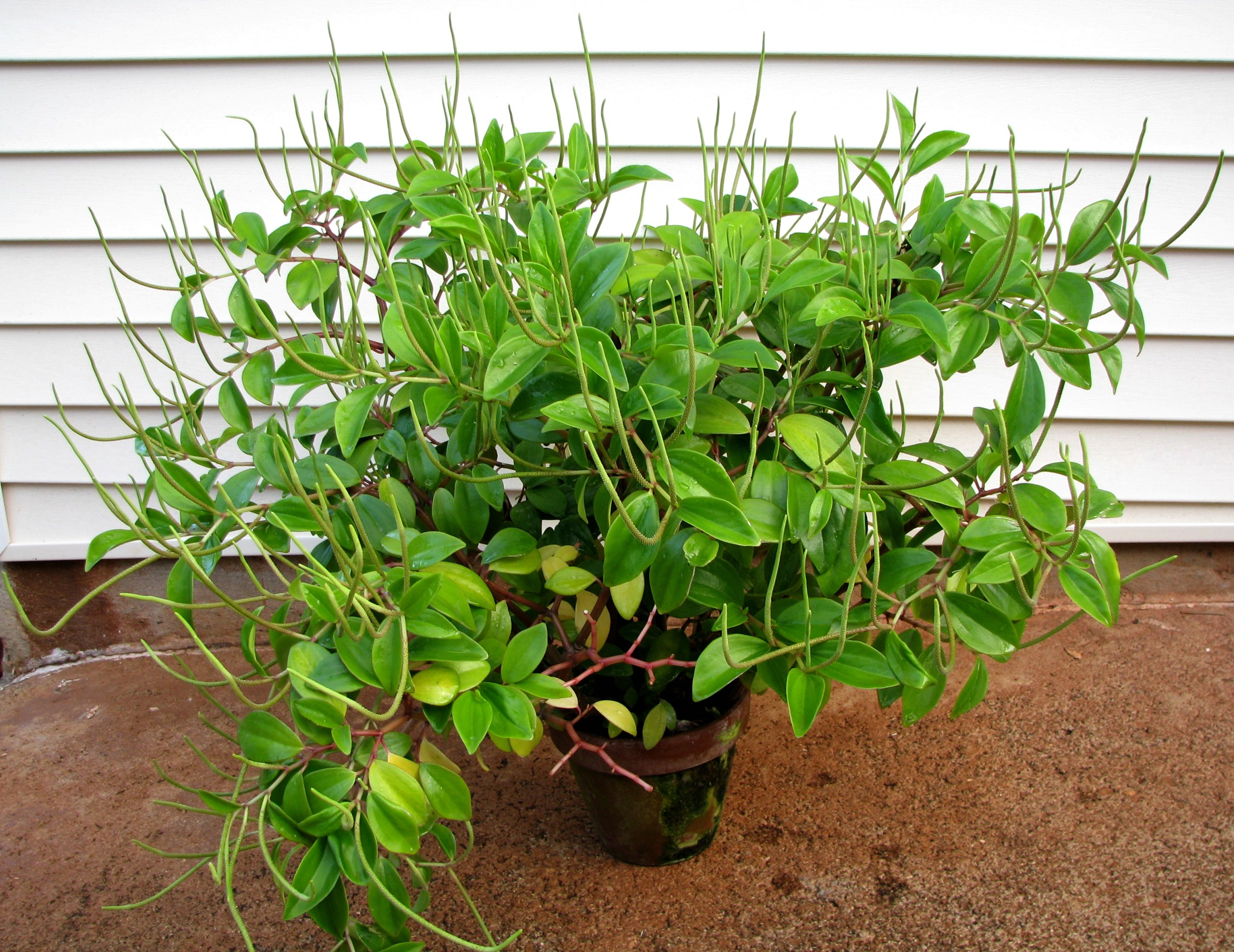